# Юхнович Іван
Іва́н Юхнович (псевдо: «Кок») (*1908, с. Слов'ятин, тепер Саранчуківська сільська громада, Тернопільська область — 31 грудня 1944, с. Боків, тепер Підгаєцька міська громада, Тернопільська область) — командир сотні «Лісовики» ВО-3 «Лисоня».

## Життєпис
Народився 1908 року в селі Слов'ятин (тепер Саранчуківська сільська громада, Тернопільська область). 
Закінчив 4 класи народної школи в рідному селі та працював на господарстві, належав до культурно-освітніх товариств.
З 1932 року член ОУН. В часі розвалу Польщі очолював групу революціонерів, яка ліквідувала польську адміністрацію в Підгаєччині. Після окупації большевиками ЗУЗ відійшов на еміграцію, де був учасником ідеологічно-політичних і військових вишколів. 
У 1941 році повернувся та включився у революційну боротьбу. З березня 1944 року командир першої окружної боївки на Тернопільщині, з якої опісля створено сотню «Лісовики».
В бою біля сіл Шумляни та Боків Підгаєцького району 31 грудня 1944 року був поранений і застрілився. Похоронено в селі Боків.

## Вшанування пам'яті
У рідному селі Слов'ятин йому встановлено пам'ятну стелу. 